# Ichneumon vacillatorius
Ichneumon vacillatorius är en stekelart som beskrevs av Rossi 1792. Ichneumon vacillatorius ingår i släktet Ichneumon och familjen brokparasitsteklar. Inga underarter finns listade i Catalogue of Life.